# Théodore Herpin
Théodore-Joseph-Dieudonné Herpin, né le 27 août 1799 à Lyon, décédé le 17 juillet 1865 à Paris (Ville-d'Avray), est un neurologue franco-suisse ayant travaillé sur l'épilepsie. Il a particulièrement décrit l'épilepsie myoclonique juvénile.

## Biographie
Son père Louis Herpin (1763-1836), fils de Michèle Coudray et Louis Herpin, huissier au Châtelet de Paris puis procureur et notaire à Château-la-Vallière est commissaire des guerres du Premier Empire puis devenu genevois par le traité de 1815.
Herpin commence ses études à l’Académie de Genève entre 1814 et 1818, puis à l’école pratique de médecine à Paris. Il obtient son doctorat en médecine en 1823 avec une thèse sur la pleurésie chronique. Il est nommé agrégé à Genève.
Il est tout d'abord médecin à Carouge de 1823 à 1838 puis à Genève de 1838 à 1856. Il devient membre du Conseil représentatif de Genève en 1827 et le restera jusqu'en 1841. Il est député au Grand Conseil du canton de Genève de 1845 à 1848 et vice-président du Conseil de santé en 1845. Il est également cofondateur et président de la Société médicale de Genève.
Il est élu le 3 janvier 1856 à l'Académie des sciences, belles-lettres et arts de Savoie, avec pour titre académique Correspondant.
Il était le médecin de Rodolphe Töpffer et Dostoïevski l'aurait consulté en 1863 à Genève.

## Vie professionnelle
Tout comme Louis Delasiauve (1804-1893), Théodore Herpin décrit différents types d’épilepsie, distinguant les crises généralisées des crises partielles. Ils décrivent des prodromes avertissant le malade de la survenue d’une crise, notamment des bâillements réitérés.

## Ouvrages
- Du pronostic et du traitement curatif de l'épilepsie (Paris, 1852), couronné par l'Académie des Sciences
- Nouveaux rapports à établir entre clients et médecins (Paris, 1864)
- Des accès incomplets d'épilepsie (publication posthume en 1867).

## Famille
Il est le père de l'écrivaine et historienne Luce Herpin, nom de plume Lucien Perey.

## Distinctions
- Académie des sciences, belles-lettres et arts de Savoie : membre correspondant, 1856.
- Société médicale de Genève : membre fondateur.
- Membre du comité du Conservatoire de musique de Genève (1835-1849)[1].